# Приозерський район
Приозерський район (рос. Приозерский район) — муніципальний район у складі Ленінградської області Російської Федерації.
Адміністративний центр — місто Приозерськ.

## Демографія
Динаміка чисельності населення району:
| Рік  | Населення, осіб | Джерело           | Примітки                                                           |
| ---- | --------------- | ----------------- | ------------------------------------------------------------------ |
| 1959 | 20 448          | Перепис 1959 року | Без Приозерська (13 936 осіб) та Сосновського району (13 516 осіб) |
| 1970 | 33 525          | Перепис 1970 року | Без Приозерська (16 652 осіб)                                      |
| 1979 | 37 124          | Перепис 1979 року | Без Приозерська (19 053 осіб)                                      |
| 1989 | 40 231          | Перепис 1989 року | Без Приозерська (20 557 осіб)                                      |
| 2002 | 42 859          | Перепис 2002 року | Без Приозерська (20 506 осіб)                                      |
| 2010 | 62 193          | Перепис 2010 року |                                                                    |

## Адміністративний устрій
До складу району входять 2 міських та 12 сільських поселень:
| №  | Назва поселення                    | Населення (2010), ос. | Кількість НП | Адміністративний центр |
| -- | ---------------------------------- | --------------------- | ------------ | ---------------------- |
| 1  | Громовське сільське поселення      | ▼ 2500                | 12           | сел. Громово           |
| 2  | Запорізьке сільське поселення      | ▲ 2605                | 7            | сел. Запоріжське       |
| 3  | Красноозерне сільське поселення    | ▼ 1085                | 5            | сел. Красноозерне      |
| 4  | Кузнечнинське міське поселення     | ▼ 4470                | 2            | смт. Кузнечне          |
| 5  | Ларіоновське сільське поселення    | ▼ 3173                | 12           | сел. Ларіоново         |
| 6  | Мельниковське сільське поселення   | ▼ 2026                | 8            | сел. Мельниково        |
| 7  | Мічурінське сільське поселення     | ▼ 1764                | 2            | сел. Мічурінське       |
| 8  | Петровське сільське поселення      | ▲ 1802                | 6            | сел. Петровське        |
| 9  | Плодовське сільське поселення      | ▲ 2589                | 12           | сел. Плодове           |
| 10 | Приозерське міське поселення       | ▼ 19 321              | 4            | м. Приозерськ          |
| 11 | Раздольєвське сільське поселення   | ▲ 1532                | 5            | д. Раздольє            |
| 12 | Ромашкинське сільське поселення    | ▲ 7696                | 10           | сел. Ромашки           |
| 13 | Севастьяновське сільське поселення | ▼ 800                 | 9            | сел. Севастьяново      |
| 14 | Сосновське сільське поселення      | ▲ 10 830              | 9            | сел. Сосново           |